# Przyrządy celownicze

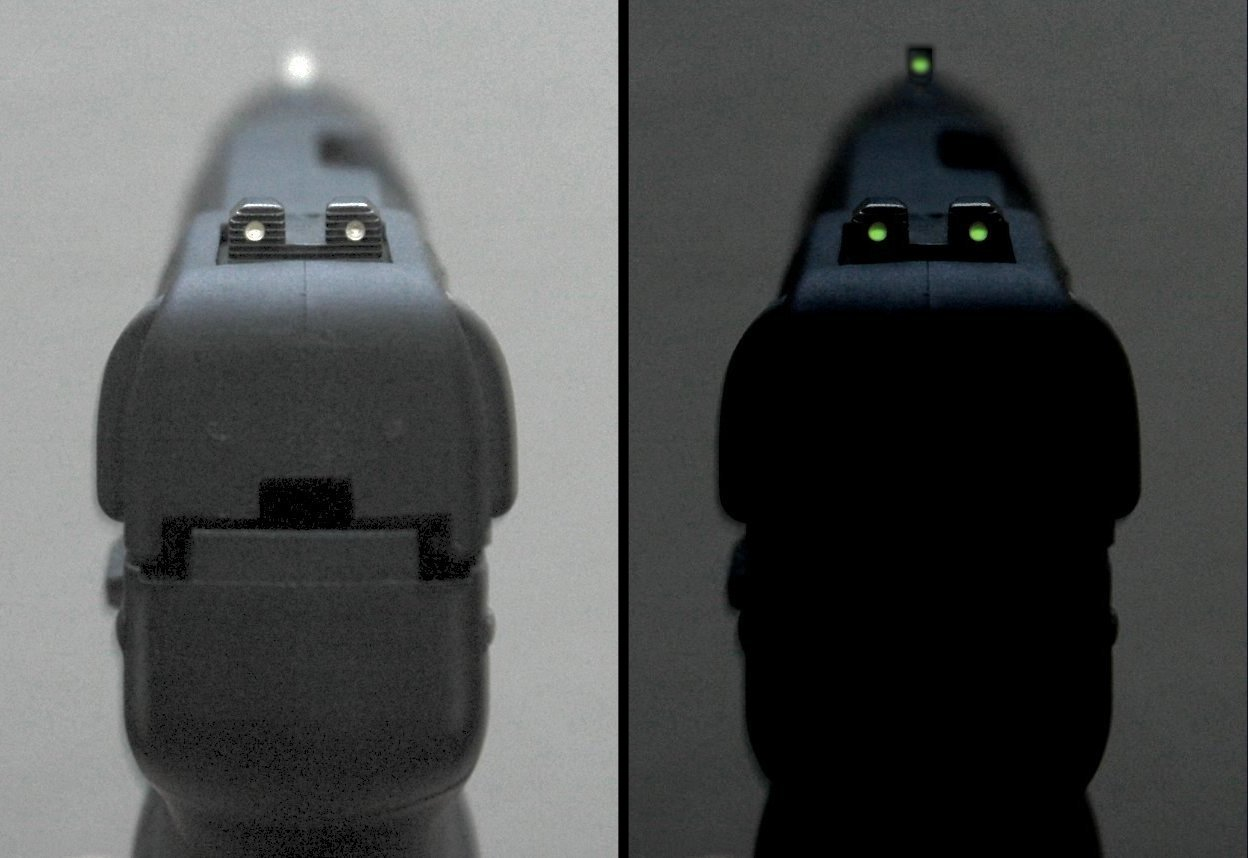
Przykład najprostszych przyrządów celowniczych (muszka i szczerbinka)

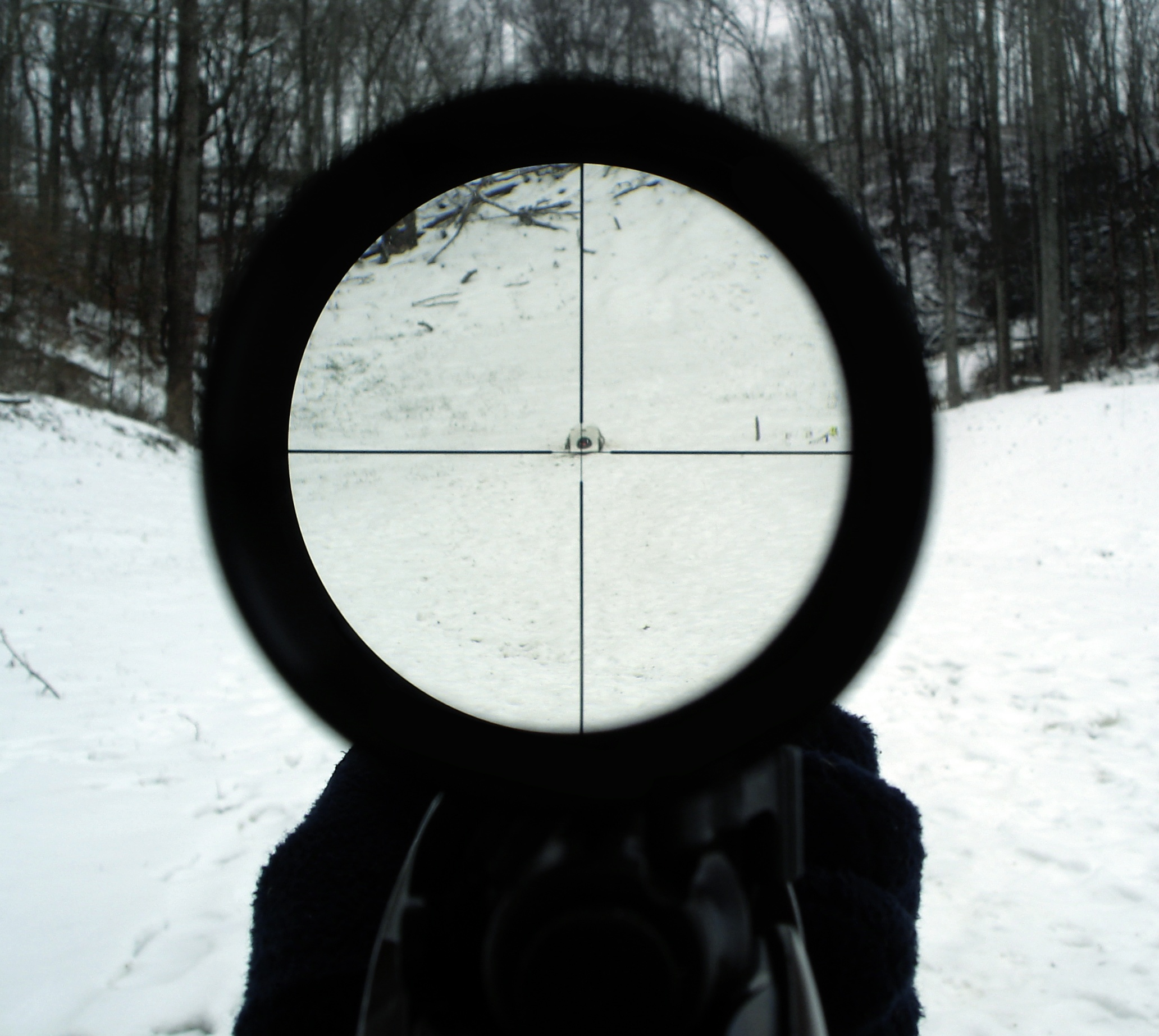
Optyczne przyrządy celownicze

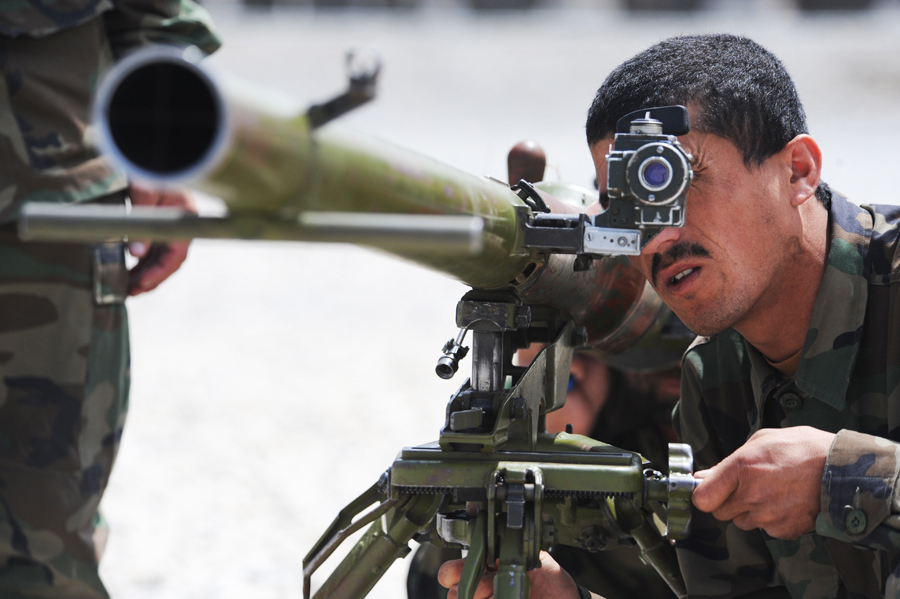
Celownik artyleryjski

Przyrządy celownicze (celownik) – urządzenie służące do prawidłowego nakierowania lufy broni palnej, prowadnicy wyrzutni lub innego elementu odpowiedzialnego za wstępny tor lotu pocisku, tak aby trafił on w cel.
Istnieje wiele rodzajów zróżnicowanych przyrządów celowniczych, przy czym najpopularniejszymi i często traktowanymi jako podstawowe, są celowniki mechaniczne. Przykładowo w ich najprostszej wersji aby prawidłowo wycelować broń, strzelec wzrokowo zgrywa ze sobą muszkę ze szczerbinką na celu.

## Podział
W zależności od rodzaju broni:
- strzeleckie
- artyleryjskie
- lotnicze
- torpedowe

W zależności od konstrukcji:
- mechaniczne
- optyczne
- mechaniczno-optyczne
- kolimatorowe
- noktowizyjne
- teleskopowe
- termowizyjne
- radiolokacyjne
- radioelektroniczne